# The Greatest American Hero
The Greatest American Hero és una sèrie de televisió de superherois de comèdia dramàtica estatunidenca que es va emetre a ABC. Creada pel productor Stephen J. Cannell, es va estrenar com a pel·lícula pilot de dues hores el 18 de març de 1981 i es va estendre fins al 2 de febrer de 1983. La sèrie compta amb William Katt com el professor Ralph Hinkley, Robert Culp com l'agent de l'FBI Bill Maxwell i Connie Sellecca com l'advocada Pam Davidson. El cognom del personatge principal va ser canviat de "Hinkley" a "Hanley" durant la darrera part de la primera temporada, immediatament després que el president Ronald Reagan i tres persones més fossin ferits per trets per John Hinckley Jr. el 30 de març de 1981. El nom del personatge es va retornar a "Hinkley" després d'haver passat uns mesos.
La sèrie narra les aventures de Ralph després que un grup d'extraterrestres li regali un vestit vermell i negre que li atorga habilitats sobrehumanes. Malauradament per a Ralph, que odia portar el vestit, immediatament perd el seu llibret d'instruccions i, per tant, ha d'aprendre a utilitzar els seus poders per assaig i error, sovint amb resultats còmics.

## Premissa
Ralph Hinkley (Katt) és un professor substitut de l'escola pública de Los Angeles d'estudiants d'educació secundària. Durant una excursió escolar, Ralph es troba amb extraterrestres que li donen un vestit que el dota d'habilitats sobrehumanes. També durant la trobada, els extraterrestres li indiquen que després col·labori amb l'agent especial de l'FBI Bill Maxwell (Culp). Les seves instruccions són utilitzar el vestit com a mitjà per lluitar contra el crim i la injustícia al món.
Posteriorment, l'advocada Pam Davidson (Sellecca), que va gestionar el divorci de Ralph, també es troba amb els extraterrestres. A través d'una certa coacció, finalment accepta, de vegades, unir-se a Ralph i Bill durant les missions.
També es van veure habitualment Rhonda Blake (Faye Grant), Tony Villicana (Michael Paré) i Cyler Johnson (Jesse D. Goins), tres dels alumnes de Ralph; i el supervisor de l'FBI de Bill, Les Carlisle (William Bogert).

### Vestit i personatge d'heroi
L'uniforme de Ralph li atorga els poders de vol, súper força, invulnerabilitat, invisibilitat, precognició, telequinesi, visió de raigs X, súper velocitat, pirocinesi, encongiment, psicometria ("visió hologràfica") i fins i tot la capacitat de detectar allò sobrenatural. Quan Ralph va perdre el manual d'instruccions del vestit, el seu descobriment d'aquests diferents poders sovint el sorprenen a ell mateix. Notablement, tot i que el vestit permet a Ralph volar, no el dota d'una habilitat particular per aterrar, de manera que sovint s'estavella indignement (encara que il·lès). A l'episodi "Fire Man" mostra resistència al foc/calor i utilitza "súper exhalació" (la capacitat d'apagar un llançaflames o qualsevol altra gran font de foc); també utilitza aquesta habilitat a l'episodi "There's Just No Accounting...", per apagar un còctel molotov. Ralph també mostra signes de poder controlar les ments després d'haver estat exposat a altes dosis de radiació de plutoni. A l'episodi final de la segona temporada, "Lilacs, Mr. Maxwell", es mostra que Ralph controla un gos mitjançant un holograma. Això pot haver estat un poder d'improvisació del vestit, però no es torna a provar en episodis posteriors. A "The Shock Will Kill You", ell (o el vestit) queda fortament magnetitzat.
A l'episodi de la segona temporada "Don't Mess Around with Jim", Ralph i Maxwell s'assabenten que no són el primer duet que va rebre aquest uniforme. Jim "J.J." Beck havia rebut el vestit, i Marshall Dunn era la seva parella, igual que Ralph opera amb Maxwell, però en Jim es va veure aclaparat amb el poder del vestit, i el va utilitzar de manera egoista i per obtenir guanys il·lícits, fins que els extraterrestres ho van descobrir i es van emportar el vestit. Es desconeix si abans de Jim hi havia d'altres que van ser visitats pels extraterrestres. A "Divorce Venusian Style", la parella coneix un dels extraterrestres, el món del qual aparentment va ser destruït (la qual cosa indica per què els extraterrestres volen protegir la humanitat) i anomena la Terra un dels pocs "planetes de jardí" que queden. En Ralph rep un altre llibre d'instruccions durant aquesta trobada, suposadament l'última còpia dels extraterrestres, però també el perd. Quan es redueix a una fracció de la mida normal, el col·loca sobre una gran roca que en realitat és un gra de sorra donada la seva mida reduïda, i s'oblida de recollir-lo abans de tornar a la mida normal.
A l'episodi "Vanity, Says the Preacher", també es revela que hi ha diversos humans en aparent "animació suspesa" a bord de la nau alienígena (Bill especula que són possibles reemplaçaments per ells).
El personatge d'heroi d'Hinkley mai no rep un "nom de superheroi", encara que Joey Scarbury canta la cançó d'Elton John "Rocket Man" al pilot. A l'episodi pilot, Ralph es refereix sarcàsticament a ell mateix com a "Capità Crash" en referència a la seva terrible habilitat per volar; i més tard "Captain Gonzo" a l'episodi "The Shock Could Kill You".
Igual que el seu personatge, William Katt trobava el vestit molt incòmode i odiava portar-lo. Els productors van fer diverses modificacions al vestit per ajudar-lo, i el van acomodar programant el rodatge perquè no l'hagués de portar tot el dia durant un rodatge.

### Símbol
Al DVD de la temporada 1, Stephen J. Cannell assenyala que el disseny del símbol a la part davantera del vestit es basa en realitat en un parell de tisores que tenia a l'escriptori durant el disseny de l'uniforme. Va dir que el dissenyador de vestuari li va preguntar com volia que fos l'emblema del pit del vestit. Va dir que realment no hi havia pensat. Aleshores, el dissenyador va agafar les tisores de l'escriptori, les va posar cap per avall i va dir "Aquest és el teu emblema". A Cannell li va semblar bé aquesta decisió.

El símbol de l'uniforme de Ralph s'assembla al caràcter xinès de "centre"中. Com que el símbol és de color vermell amb fons blanc, l'estació de televisió de Hong Kong TVB va titular la versió doblada en cantonès del programa Fēitīn Hùhngjūng Hahp (飛天紅中俠), que significa "Heroi del centre vermell volador", en referència a la fitxa de mahjong del centre vermell.
La simetria bilateral del símbol aparentment va evitar el problema de la "S endarrerida" que es va trobar a les Adventures of Superman. Per a la sèrie de baix pressupost de la dècada de 1950, els editors de vegades "deixaven caure" imatges d'emmagatzematge de George Reeves en vol, fent que l'escut "S" aparegués invertit. No obstant això, en moltes seqüències de vol compostes del Greatest American Hero, Ralph portava un rellotge i el rellotge alternava d'un canell a l'altre, especialment durant les seqüències de vol esteses.

## Repartiment i personatges
- William Katt com a Ralph Hinkley/Ralph Hanley
- Robert Culp com a Bill Maxwell
- Connie Sellecca com a Pam Davidson
- Faye Grant com a Rhonda Blake
- Michael Paré com Tony Villicana
- Jesse D. Goins com Cyler Johnson
- William Bogert com a Les Carlisle

### Cognom de Ralph
El nom del personatge principal era originalment Ralph Hinkley, però després de l'intent d'assassinat de Ronald Reagan per part de John Hinckley, Jr., el 30 de març de 1981, el cognom del personatge es va canviar de pressa a "Hanley" en dos episodis. A "Saturday on Sunset Boulevard", emès pocs dies després de l'incident, això es va aconseguir mitjançant un sobredoblatge de diàlegs (és a dir, "Hinkley" a "Hanley") sempre que es deia en veu alta el cognom del personatge. Durant la resta de la primera temporada, el personatge es coneixia generalment com "Ralph" o "Mister H", encara que a "The Best Desk Scenario", quan Ralph rep una promoció i el seu propi espai d'oficina, veiem el nom. "Ralph Hanley" a la placa de la porta. A l'estrena de la temporada 2, "The Two-Hundred-Mile-an-Hour Fast Ball", els productors de l'espectacle van tornar el cognom del personatge al Hinkley original.

## Episodis
| Temporada | Temporada | Episodis | Emissió original | Emissió original |
| Temporada | Temporada | Episodis | Inici            | Final            |
| --------- | --------- | -------- | ---------------- | ---------------- |
|           | 1         | 9        | 19 març 1981     | 13 maig 1981     |
|           | 2         | 22       | 4 novembre 1981  | 28 abril 1982    |
|           | 3         | 14       | 29 octubre 1982  | 3 febrer 1983    |

## Producció
En el set de DVD de la temporada 1 de la sèrie, Stephen J. Cannell va explicar que havia planejat The Greatest American Hero com una sèrie que posava èmfasi en problemes de la vida real, però quan es va produir un canvi de direcció a ABC, van demanar episodis més heroics. Tal com es va acordar originalment entre Cannell i els aleshores executius d'ABC, Marcy Carsey i Tom Werner, els poders estarien en el vestit, no en l'home (tot i que el vestit només funcionaria amb ell) i Ralph tractaria de resoldre problemes de tipus normal, com ara intentar aturar la corrupció a la Major League Baseball ("The Two Hundred Miles-Per-Hour Fastball") o un intent d'assassinat ("The Best Desk Scenario"). La sèrie inicialment posava èmfasi en el que Cannell anomenava "comèdia de personatges" basada en defectes humans com l'enveja (a l'esmentat "The Best Desk Scenario") o la hipocondria ("Plague"). La sèrie es diferenciava dels programes de superherois anteriors a causa de l'èmfasi en (especialment en Ralph) "elevar-se per sobre" de les travessias dels superherois i, en canvi, explorar com era viure en aquest entorn.
Cannell estava tractant d'evitar els episodis del tipus salvar el dia, segons la sèrie de televisió original Adventures of Superman, però segons Cannell al plató de DVD, quan Carsey i Werner van deixar ABC (poc després que la cadena va comprar el programa) els nous directius de la xarxa volien que l'espectacle fos més un espectacle infantil que un espectacle per a adults. Així que van impulsar els tipus d'espectacles que Cannell no volia, programes que implicaven que Ralph intentava evitar que es produís algun tipus de calamitat, inclosa la guerra nuclear ("Operació Spoilsport") i fins i tot un tipus de criatura del monstre del llac Ness ("The Devil in the Deep Blue Sea"). Per al final de la segona temporada, es va produir un episodi seriós i adequat per a l'època (tenint en compte la Guerra Freda); "Lilacs, Mr. Maxwell", escrit i dirigit per Robert Culp. La història de l'episodi tracta d'una agent talp de la KGB (interpretat per l'actriu convidada Dixie Carter) col·locada a l'FBI amb l'únic propòsit de descobrir els mètodes utilitzats per l'agent Bill Maxwell per atrapar espies i altres malvats variats. Cannell va donar a Culp via lliure per produir l'episodi.
Aquesta també va ser la primera de la sèrie de Cannell que presentava el logotip de "Stephen J. Cannell Productions". La primera sèrie de la prodcutora Tenspeed and Brown Shoe no presentava el logotip.

### Tema musical
El tema principal (i les seves variants) s'han utilitzat freqüentment fora de l'espectacle. "Believe It or Not" va ser composta per Mike Post (música) i Stephen Geyer (lletra) i cantada per Joey Scarbury. El tema principal es va fer molt conegut amb la sèrie. "Believe it or Not" va debutar al Top 40 del Billboard Hot 100, arribant al número 2. També va assolir la posició número 1 a la llista mundial.
La cançó també es va utilitzar a la introducció de la personalitat d'Internet The Cinema Snob durant l'inici de la seva carrera. La cançó es va retirar més tard de les seves intros.

### Connexions amb Superman
Els poders del vestit vermell eren una mica generals, però encara eren prou semblants a les habilitats de Superman perquè Warner Bros., els propietaris de DC Comics, presentés una demanda contra ABC. Warner Bros. Inc. v. American Broadcasting Companies, Inc. finalment va ser desestimada. No obstant això, la sèrie té més inspiració d'una altra propietat de DC, Green Lantern, ja que comparteix el concepte bàsic d'un ésser humà normal a qui se li dona una poderosa arma que atorga habilitats extraordinàries per part dels extraterrestres, inclosa l'aparició posterior a la sèrie d'un extraterrestre que recorda vagament als administradors dels Green Lantern Corps, els Guardians of the Universe.
A l'episodi pilot, mentre en Ralph reflexiona sobre si accepta el vestit, observa el seu fill veient el dibuix animat de Super Friends. Se sent Batman dir: "Necessitem un súper amic més que pugui volar!" En una escena posterior, sense haver de convèncer la Pam que realment és un superheroi, Ralph fa broma: "Mira-ho d'aquesta manera. Estàs un pas per davant de Lois Lane: mai va descobrir qui era realment Clark Kent". A "Dissabte al Sunset Boulevard", Ralph s'ha de canviar de roba ràpidament. En veure una cabina telefònica, murmura: "No! Mai!", però l'acaba utilitzant. Més tard, mentre Ralph lluita per canviar-se a la part posterior del cotxe d'en Bill, Bill assenyala: "Hem de fer-te arribar una cabina telefònica més gran".

## Mitjans domèstics
La companyia Anchor Bay Entertainment va llançar la sèrie completa en format DVD a la Regió 1 per primera vegada el 2005. A més, el 3 d'octubre de 2006, van llançar una caixa especial de 13 discs que inclou els 43 episodis de la sèrie, així com altres materials addicionals. No obstant això, tant els conjunts de DVD individuals com el conjunt complet de la caixa hi falten les actuacions originals de Mike Post i Joey Scarbury quan la cançó en qüestió va ser originada per un altre artista.
El 14 d'octubre de 2009, es va anunciar que la companyia Mill Creek Entertainment havia adquirit els drets de diverses sèries de Stephen J. Cannell, inclosa The Greatest American Hero. Posteriorment van tornar a llançar la primera temporada, així com una caixa de sèrie completa el 18 de maig de 2010. La temporada 2 es va tornar a estrenar el 12 d'octubre de 2010.
El 10 de novembre de 2011, Mill Creek Entertainment va llançar la pel·lícula de televisió The Greatest American Heroine en DVD.
El 26 de setembre de 2017, Cinedigm va tornar a llançar The Greatest American Hero: The Complete Series en DVD a la Regió 1.
Shout Factory va adquirir els drets de distribució de The Greatest American Hero i The Greatest American Heroine conjuntament amb diverses altres sèries de Stephen J. Cannell l'11 de març de 2020.

## Revivals

### The Greatest American Heroine
Durant el 1986, el repartiment principal original es va reunir per a una pel·lícula pilot per a una nova sèrie de la NBC que s'anomenaria The Greatest American Heroine, que no va donar lloc a una nova sèrie, i el pilot mai va ser emès per NBC. En última instància, el pilot es va reeditar com a episodi de la sèrie original (complet amb els crèdits i el tema originals), i es va afegir als conjunts de sindicació de la sèrie original emesa a diverses televisions locals a finals dels anys vuitanta, de la qual és el episodi final. Immediatament després dels crèdits inicials, la targeta del títol de l'episodi es superposa a una vista nocturna de l'horitzó de Los Angeles, on es llegeix "The Greatest American Hero" abans d'afegir les lletres "ine" individualment al so de les campanades de la NBC. Les campanades eren una picada d'ullet a NBC i al seu president, Brandon Tartikoff, que havien expressat el seu interès a reviure la sèrie.

### Remake
El 29 d'agost de 2014, Deadline Hollywood va publicar un article que informava que Fox Network havia encarregat un pilot per a una nova versió del programa. El pilot havia de ser produït per Phil Lord i Christopher Miller, que havien escrit i dirigit conjuntament La Lego pel·lícula.
La data límit va informar el 8 de setembre de 2017 que Rachna Fruchbom i Nahnatchka Khan produirien un remake dirigit per dones per a 20th Century Fox TV i ABC Studios. El vestit el portaria Meera, una dona india-americana. L'actriu Hannah Simone va ser escollida per un paper protagonista del reinici.
El 12 de febrer de 2018, Simone va ser anunciada per un paper protagonista del reinici d'ABC; tanmateix, ABC no va programar la sèrie.

## Còmics
Durant el juliol de 2008, es va anunciar que Katt estava escrivint una sèrie de còmics basada en la sèrie de televisió per a la seva empresa editorial, Catastrophic Comics, juntament amb Arcana Studios. La mini-sèrie de tres números es va estrenar més tard aquell any, amb una revisió actualitzada de l'episodi pilot original ambientada en l'actualitat. Katt també contribueix a la pàgina de Facebook del programa.